# La Reforma, Guatemala
La Reforma är en kommunhuvudort i Guatemala.   Den ligger i departementet Departamento de San Marcos, i den västra delen av landet, 140 km väster om huvudstaden Guatemala City. La Reforma ligger 1 137 meter över havet och antalet invånare är 4 905.
Terrängen runt La Reforma är kuperad åt sydväst, men åt nordost är den bergig. Runt La Reforma är det ganska tätbefolkat, med 166 invånare per kvadratkilometer. Närmaste större samhälle är Coatepeque, 12,3 km söder om La Reforma. I omgivningarna runt La Reforma växer i huvudsak städsegrön lövskog.